# Genouillac, Creuse
Genouillac är en kommun i departementet Creuse i regionen Nouvelle-Aquitaine i de centrala delarna av Frankrike. Kommunen ligger i kantonen Châtelus-Malvaleix som tillhör arrondissementet Guéret. År 2022 hade Genouillac 724 invånare.

## Befolkningsutveckling
Antalet invånare i kommunen Genouillac
Referens:INSEE